# デジタルモンスターVer.S 〜デジモンテイマーズ〜
デジタルモンスターVer.S ～デジモンテイマーズ～はバンダイより1998年9月23日に発売されたセガサターン用ソフト。
それまでたまごっちと同様のソフト一体型携帯ゲーム機として展開していたデジタルモンスターシリーズのコンシューマーゲーム作品第一作である。なお、2001年に放送した同名のテレビアニメデジモンテイマーズとの関連性は無い。

## 概要
前身である初代デジタルモンスターシリーズの隠された世界観を表面に露出させた作品となっている。
世界中でインターネットが発達したネットワーク社会が成り立っている近未来に発生した謎のコンピュータプログラム、「デジモン」が一般社会に流通しており、ペットとしてや便利なツールとして、プログラムとしての能力を試す競技に参加させるといったことなど、社会的な需要と供給をもたらしている様を描いている。登場するキャラクターはアメコミを意識しており、外国人が描かれている。ゲーム内では本物を意識したデスクトップ画面やインターネットブラウザが登場し、プレイヤーはこれらを活用し、ゲームを進めていくこととなる。ゲームの主な目的としては、全てのデジモンを育成することと競技で勝利しメダルを手に入れることの2つである。また、ゲーム中に特定の条件によって様々なハッカーがコンピュータ内に侵入してくるので、それらをデジモン同士の戦いで勝利し追い払うというイベントも用意されている。

## システム

### 育成
基本的には携帯ゲーム機のシリーズと同様の方法で育成をすることになるのだが、以下の点が異なる。
時間
ゲームの中だけの時間が存在しており、プレイヤーが時間の流れを変えることが出来る。
育成フォルダ（檻）
このゲームではデジモンを育成フォルダという檻の中に入れて育成する。檻の内部にはそれぞれのVer.のデジモンに合わせてデジタルワールドと同様の景色が広がっている。また、育て方が悪いと檻が破損し、デジモンが脱走してしまうことがあるため、リペアというアイテムで修復することが必要。
NEWデジタマ
成長期、成熟期同士のデジモンを合体させる人工のデジタマである。2体のデジモンの相性により、このゲームで初登場した様々なオリジナルデジモンが誕生する。
誕生するデジモンは成熟期デジモンで、それぞれ規則的育成の完全体と不規則的育成の完全体になる。
デジトレ（トレーニング）
トレーニングの種類により、筋力や素早さ、賢さなどのパラメータが上がることがある。トレーニング内容は、スパーリングやサンドバッグ、縄跳びなど、どれもボクシング選手やプロレスラーが行うものばかりである。

### コンピュータ・ネットワーク
ゲーム内ではコンピュータのデスクトップ画面が再現されており、作中独自のOSやインターネットブラウザが存在する。
DIGI OS’98
ネットワーカーたちが利用するコンピュータに入っているOSである。
SYSTEM-2000
時間の経過する速度の設定やセーブなどを行うことが出来る。
DiGiMON NET
作中におけるインターネットブラウザの呼称。
デジモンワールド
近未来におけるデジタルモンスター公式サイトである。メールを確認したりデジモンのウェブサイトへと繋がるリンク集を載せたホームページである。
メール
デジモンの研究者や他のテイマーからメールが届くことがあり、それを閲覧することが出来る。また、選択肢を選んで変身することも可能。
デジ研
デジモンの研究者が立ち上げたデジモンのサイトである。デジモンに関するニュースを見ることが出来る。
ボタモン熟睡中
ボタモンの睡眠をハエから守るミニゲーム。
電脳怪物雑貨店
エサやその他のアイテムはこの百貨店で購入しなければならない。所謂インターネット通販である。特定の時間の間だけタイムサービスになるときがある。
商品には「エサ」「クスリ」「アイテム・タマゴ」「システムアイテム」の4つのカテゴリが存在する。また、価格は三段階あり、それぞれ「高い」「普通の」「安い」となっている。これらのアイテムはプログラムであるため拡張子が存在し、エサであれば「.eat」が付けられている。
検索
特定のアドレスなどを入力することで、デジモンがインターネット上を駆け巡り、アイテムを探索する。エリアは全45ヶ所になっており、検索する場所によって検索料金、入手アイテムが異なる。
バーチャルコロシアム
ネットワーク上に存在する、デジモンのバトルを行うためのウェブサイトである。デジタルワールドと同様に島を模したプログラムを用いており、GRASS・SKY・WATER・CAVE・ARENAという5つのエリアで構成されている。各エリアに入場することで対戦を行うことが出来る。

## キャラクター設定
この作品で初登場したキャラクターは数多く、各デジモンやハッカーには公式のイラストが存在している。

### デジモン
Ver.1からVer.4までの56体とこのゲームで初登場となるオリジナルのデジモン数体が登場する。
各デジモン個体の詳細はデジモン一覧を参照。
オリジナルデジモン
成熟期として、ゴリモン、テイルモン、ゲソモン、イビルモン、ゴキモンが登場。
完全体として、サーベルレオモン、マンモン、エンジェウーモン、ホーリードラモン、エビドラモン、シャコモン、ミノタルモン、レディデビモン、メカノリモンが登場。

### ネットワーカー
作中におけるデジモン利用者の総称である。デジモンをペットやツールとして扱う者や戦わせる者、悪事に使用する者などが存在する。彼らは、各デジモンの基本設定における説明にて度々紹介されており、人工的にデジモンの開発や改造を行う者も存在する。
デジタルモンスター研究所
作中に登場する研究機関。デジ研と略される。

#### テイマー
デジモンを育成し、戦わせる人間のことでパソコンなどデジモンの媒体となるコンピュータの利用者であれば老若男女を問わない。
テイマーという言葉はこの作品で初登場し、シリーズ共通の設定となった。
また、全てのテイマーはその頂点であるトップテイマーを目指すことを目標としている。
主人公
オープニングに登場している、パーカーやキャップなどのストリート系の服装をした若者。デジタルモンスター研究所の職員の手違いにより送信されたデジモンプログラムがきっかけでテイマーとなる。

#### ハッカー
解説書には『悪質なハッカー集団』と記述されている。また、彼らは集団のシンボルとして放射能標識に酷似した髑髏のマークを衣服やベルトなどに身に付けており、このゲームに登場する一部のデジモンにも刻印されている（後述）。ちなみに、スーパーヒーローハッカーと、ファンキーDJハッカー、海賊ハッカーは、Vジャンプ上での読者投稿を元に製作された。
ザコハッカー
ショッカー戦闘員のパロディで、ベルトには髑髏のマークがある。『イーッ！』と叫ぶ。最も多く出現するハッカーで、名前の通り最も弱い。出現時には本名が表示される。
マネーハッカー
マネーの執着心が強いハッカー。プレイヤーの手持ち金額が高額だと出現。当然このハッカーに負けた場合は大金を奪われる。
マッドサイエンティスト
その名の通り狂気の科学者を漂わす風貌だが、好きなデジモンはもんざえモン一筋で、もんざえモンに似たスリッパを愛用している。もちろん使用するデジモンは、もんざえモンである。
スーパーヒーローハッカー
スーパーマンのような風貌のマッシヴな男。使用するデジモンはエンジェモンなどといった、神聖系デジモンである。
ファンキーDJハッカー
毎週土曜の深夜に出現。汚物系デジモンを使用してくる。
海賊ハッカー
その名の通り海賊のような格好をしていて、イケメンと呼べる男である。使用するデジモンは海に生息するデジモンである。
女ボス
ある条件をみたすとプレイヤーに勝負を挑んでくる、組織のリーダー的存在。レディーデビモンを使用してくる。
デジモンキー
こちらもある条件をみたすと勝負をすることが可能。実在の人物であり、使用するデジモンはもちろんエテモン。

## 他のシリーズとの関連性
デジモンシリーズは、スターシステムを利用した作品群であり、基本設定を基準とした各デジモンが様々な作品に登場する。
それは本作品で存在が明らかとなったハッカーも同様であり、以後に登場したデジモンの基本設定にもデジモンの製造などに関わった存在として度々登場する。ただし、姿や詳細な分類が明らかになっているのは現時点では本作品のみであり、個人名も判明することはなく、『○○（国名など）のハッカー』などと説明されるのみである。
それらの説明がされているデジモンや、ハッカーの項でも述べた放射能標識に酷似した髑髏のマークを刻印されているデジモンは数多く存在し、本作品のみならず他のシリーズに登場するデジモンにまで広く及ぶ。このうち、髑髏のマークを刻印されているデジモンを以下に記す。
メガドラモン、シャコモン、ファントモン、ピノッキモン、ベルゼブモン
ただし、ベルゼブモンに関しては、同名作品『デジモンテイマーズ』に登場する個体ではあるものの本作品と明確な接点が存在するわけではなく、マークも扇状の部分が上下逆である。